# کاترین نایمکه
کاترین نایمکه (آلمانی: Kathrin Neimke؛ زادهٔ ۱۸ ژوئیهٔ ۱۹۶۶) پرتاب‌گر وزنه زن اهل آلمان است.